# Komisariat Straży Granicznej „Wejherowo”
Komisariat Straży Granicznej „Wejherowo” – jednostka organizacyjna Straży Granicznej pełniąca służbę ochronną na granicy państwowej w latach 1928–1939.

## Formowanie i zmiany organizacyjne
W drugiej połowie 1927 roku przystąpiono do gruntownej reorganizacji Straży Celnej. W praktyce skutkowało to rozwiązaniem tej formacji granicznej.
Komisariat powstał na bazie rozformowywanego komisariatu Straży Celnej „Lubocino”.
Rozporządzeniem Prezydenta Rzeczypospolitej Polskiej Ignacego Mościckiego z 22 marca 1928, do ochrony północnej, zachodniej i południowej granicy państwa, a w szczególności do ich ochrony celnej, powoływano z dniem 2 kwietnia 1928 Straż Graniczną.
Komisariat powstał na bazie rozformowywanego komisariatu Straży Celnej „Luzino”.
Rozkazem nr 2 z 19 kwietnia 1928 w sprawie organizacji Pomorskiego Inspektoratu Okręgowego dowódca Straży Granicznej gen. bryg. Stefan Pasławski przydzielił komisariat „Wejherowo” do Inspektoratu Granicznego nr 6 „Kościerzyna” i określił jego strukturę organizacyjną. 
Rozkazem nr 12 z 10 stycznia 1930 w sprawie reorganizacji Pomorskiego Inspektoratu Okręgowego komendant Straży Granicznej płk Jan Jur-Gorzechowski ustalił numer i nową organizację komisariatu.
Rozkazem nr 13 z 31 lipca 1939 w sprawach [...] przeniesienia siedzib i zmiany przydziałów jednostek organizacyjnych, komendant Straży Granicznej gen. bryg. Walerian Czuma wydzielił komisariat „Wejherowo” z Odwodu SG „Kościerzyna” i przydzielił go do Odwodu SG „Gdynia”.

## Służba graniczna
Kierownik Pomorskiego Inspektoratu Okręgowego Straży Granicznej mjr Józef Zończyk w rozkazie organizacyjnym nr 2 z 8 czerwca 1928 udokładnił linie rozgraniczenia inspektoratu. Granica północna: kamień graniczny nr 92; granica południowa: kamień graniczny nr 186.
Sąsiednie komisariaty
- komisariat Straży Granicznej „Krokowa” ⇔ komisariat Straży Granicznej „Linja” − 1928

## Funkcjonariusze komisariatu
| Kierownicy/komendanci komisariatu | Kierownicy/komendanci komisariatu | Kierownicy/komendanci komisariatu | Kierownicy/komendanci komisariatu |
| stopień                           | imię i nazwisko                   | okres pełnienia służby            | kolejne stanowisko                |
| --------------------------------- | --------------------------------- | --------------------------------- | --------------------------------- |
| komisarz                          | Franciszek Przybylski             | 14 V 1928 –                       |                                   |
| komisarz                          | Stanisław Socha                   | ? - 20 III 1939                   | sztab KO „Sanok”                  |
| aspirant                          | Kazimierz Doeman                  | 24 III 1939 -                     |                                   |
| Zastępcy komendanta komisariatu   |                                   |                                   |                                   |
| starszy strażnik                  | Cezary Traczewski                 | 1 V 1939 –                        |                                   |

## Struktura organizacyjna
Organizacja komisariatu w kwietniu 1928:
- komenda − Wejherowo
- placówka Straży Granicznej I linii „Warszkowo”
- placówka Straży Granicznej I linii „Zamostne”
- placówka Straży Granicznej I linii „Kębłowski Młyn” Folwark
- placówka Straży Granicznej I linii „Strzebielino” Dworzec
- placówka Straży Granicznej II linii „Wejherowo”

Organizacja komisariatu w styczniu 1930:
- komenda − Wejherowo
- placówka Straży Granicznej I linii „Warszkowo”
- placówka Straży Granicznej I linii „Zamostne”
- placówka Straży Granicznej I linii „Kębłowski Młyn” (Kębłowo)
- placówka Straży Granicznej I linii „Strzebielino”
- placówka Straży Granicznej II linii „Wejherowo”

Organizacja komisariatu w 1936:
- komenda − Wejherowo
- placówka Straży Granicznej II linii Wejherowo
- placówka Straży Granicznej I linii Warszkowo
- placówka Straży Granicznej I linii Zamostne
- placówka Straży Granicznej I linii Kębłowo
- placówka Straży Granicznej I linii Strzebielino